# Batres (Spanien)
Batres ist ein Ort und eine Gemeinde (municipio) mit 1.943 Einwohnern (Stand: 2024) im Süden der Autonomen Gemeinschaft Madrid in der Mitte Spaniens. Die Burg und ihr Umland wurden wegen der historischen Bedeutung im Jahr 1970 als Kulturgut (Bien de Interés Cultural) in der Kategorie Conjunto histórico-artístico eingestuft.

## Lage und Klima
Der Ort Batres liegt ca. 2 km östlich des Río Guadarrama nahe der Grenze zu Kastilien-La Mancha in einer Höhe von ca. 600 m und etwa 37 km (Fahrtstrecke) südwestlich der Stadt Madrid. Das Klima ist im Winter rau, im Sommer dagegen gemäßigt bis warm; Regen (ca. 435 mm/Jahr) fällt übers Jahr verteilt.

## Bevölkerungsentwicklung
| Jahr      | 1857 | 1900 | 1950 | 2000 | 2017  |
| Einwohner | 155  | 155  | 193  | 843  | 1.610 |

Vergleichsweise niedrige Grundstückspreise und Mieten haben in der zweiten Hälfte des 20. Jahrhunderts zu einem Zuzug von Menschen aus ländlichen Gegenden, aber auch aus der Stadt Madrid geführt.

## Wirtschaft
Jahrhundertelang lebten die Bewohner des Ortes als Selbstversorger von der Landwirtschaft in der Umgebung; im Ort selbst siedelten sich auch Händler, Handwerker und Dienstleister aller Art an. Seit den 1960er Jahren sind Einnahmen aus dem Tagestourismus und der Vermietung von Ferienwohnungen hinzugekommen.

## Geschichte
In der Antike war Batres als Gran Watria bekannt, doch sowohl aus keltischer, römischer, westgotischer und islamischer Zeit fehlen bislang archäologisch verwertbare Zeugnisse; lediglich die Fundamente eines römischen Landgutes (villa rustica) wurden entdeckt. Nach der Rückeroberung (reconquista) Toledos durch Alfons VI. (1085) wurde die Gegend von Christen aus dem Norden, aber auch aus dem Süden der Iberischen Halbinsel (mudéjares) wiederbesiedelt. Alfons VII. schenkte sie dem Cluniazenserorden, doch blieb ihre faktische Zugehörigkeit jahrhundertelang zwischen Madrid, Segovia und Toledo umstritten.

## Sehenswürdigkeiten

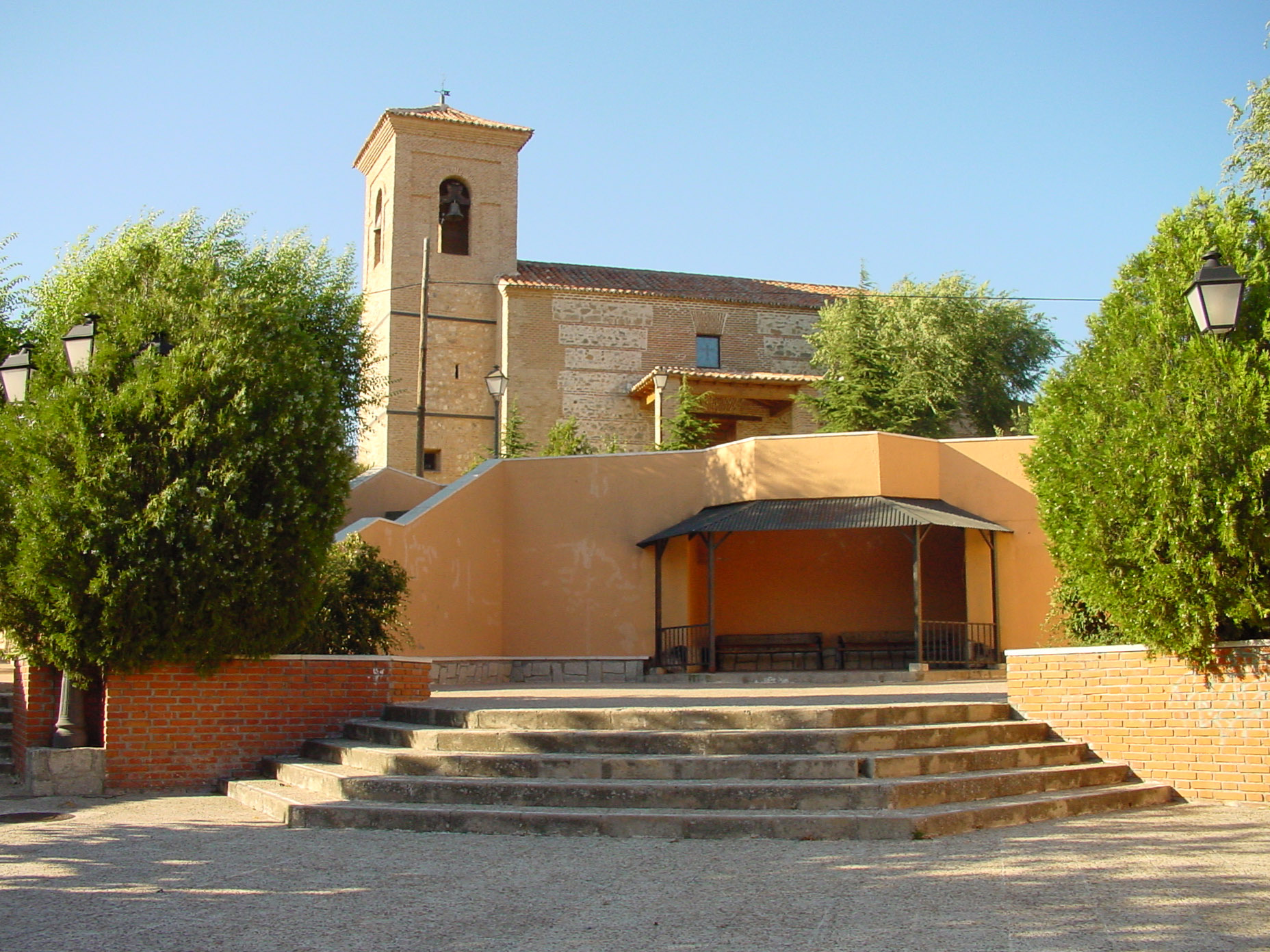
Batres – Kirche

- Die Iglesia de Nuestra Señora de la Asunción mit ihrem hohen und nahezu fensterlosen Kirchenschiff stammt aus dem 16. Jahrhundert und wurde im Mudéjar-Stil aus Bruch- und Ziegelsteinen errichtet.[5]
- Das Castillo de Batres ist eine flächenmäßig eher kleine Burg aus dem 15./16. Jahrhundert mit einem 25 m hohen Bergfried (torre del homenaje); sie dient heute als Veranstaltungsort für Hochzeiten etc.[6]

## Persönlichkeiten
- Garcilaso de la Vega (um 1500–1536), Dichter, hielt sich längere Zeit in der Burg von Batres auf.